# 勵德邨巴士總站
勵德邨巴士總站位於香港島灣仔區大坑勵德邨道近怡景道，對面為勵德邨勵潔樓，為一個露天坑狀巴士總站，現時有3條巴士路線以此為總站。

## 總站路線資料

### 城巴26線
- 勵德邨 ↺ 荷李活道

於1987年配合服務重組投入服務，途經銅鑼灣、灣仔、金鐘、中環及上環。

### 城巴81線
- 興華邨 ↔ 勵德邨

於1976年9月12日投入服務，途經峰華邨、康翠臺、山翠苑、筲箕灣、西灣河、太古城、鰂魚涌、北角、炮台山及天后，為港島北岸流水線之一。

### 城巴81A線
- 興華邨 ↔ 勵德邨

於1983年9月5日投入服務，途經峰華邨、山翠苑、筲箕灣、西灣河、太古城、鰂魚涌、北角、炮台山及寶馬山，只於上課日繁忙時間提供服務。

## 車坑分佈
| 車坑分佈（以入口最左邊起計） | 車坑分佈（以入口最左邊起計） | 車坑分佈（以入口最左邊起計） |
| 車坑編號                     | 車坑數目                     | 路線                         |
| ---------------------------- | ---------------------------- | ---------------------------- |
| 1                            | 單坑                         | 城巴81、81A線                |
| 2                            | 雙坑                         | 城巴26線                     |

## 外部連結
- 勵德邨巴士總站 （页面存档备份，存于），城巴